# Leffmann Behrens

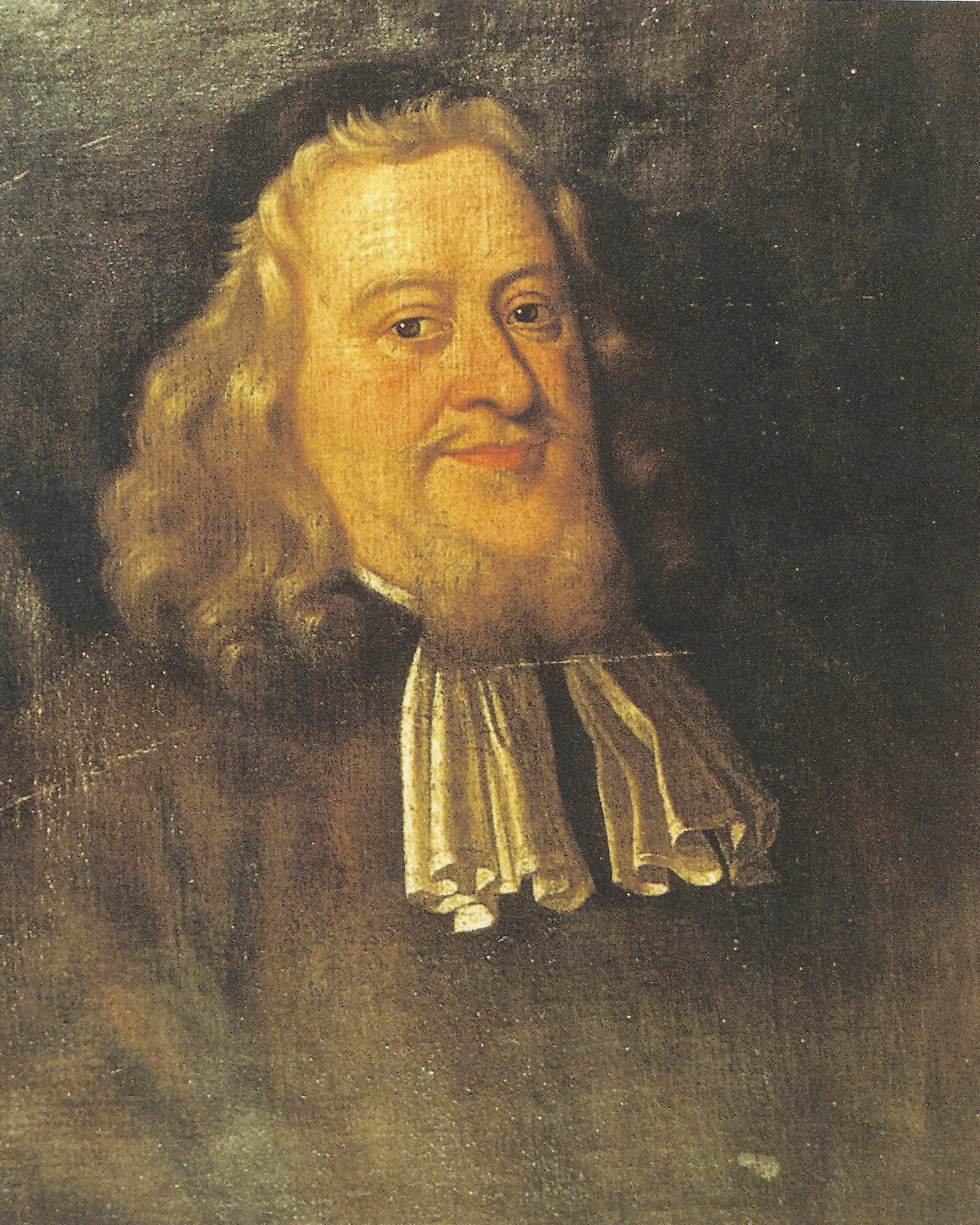
Leffmann Behrens nach einem Porträt von Andreas Scheits

Leffmann Behrens, jüdischer Name: Elieser (Ezechiel) Lippmann Cohen (* 1634 in Bochum; † 1. Januar 1714 in Hannover), war ein deutscher Hoffaktor, Hof- und Kammeragent (Bankier) der hannoverschen Welfenherzöge des späten 17. und beginnenden 18. Jahrhunderts.
Leffmann gelang innerhalb von 30 Jahren der Aufstieg vom Schutzjuden (mit dem Recht für sich, seine Familienmitglieder und Hausbediensteten, in der Calenberger Neustadt zu wohnen) zum „Hof- und Kammeragenten“. Dazu ernannte ihn Kurfürst Georg Ludwig 1698.

## Leben
Leffmann Behrens war der Sohn des märkischen Judenschaftsvorstehers Issachar b. Jitzchak Hakohen alias Berndt Isaaks, der 1633 bis 1661 in Bochum belegt ist. Leffmann und andere Familienmitglieder wanderten aus dem Westfälischen nach Hannover zu.
Nach seiner Heirat mit Jente Hameln (1629–1695), der Schwägerin der berühmten Memoirenschreiberin Glikl bas Judah Leib (auch Glückel von Hameln) (1645–1724), Witwe des Kaufmanns Salomon Gans aus der Familie Gans und Tochter des vermögenden Kaufmanns Jobst Goldschmidt, gelang es Leffmann Behrens erfolgreich eine Firma aufzubauen, deren erste Gewinne mit der Vermittlung von Luxusartikeln für Herzog Johann Friedrichs Hof gemacht wurden.
Die Firma wuchs weiter – auch unter der Herrschaft von Johann Friedrichs Nachfolgern Ernst August und Georg Ludwig – durch ihre Dienste als Hoflieferant (z. B. von Kutschen), Heereslieferant (Stoffe), bei der Übermittlung von sogenannten Subsidien, den Geldern für die Vermietung von eigenen Truppen an andere Mächte, etwa an das katholische Frankreich (1672–80 und 1690/91), den Kaiser in Wien oder Holland und Großbritannien (ab 1702), bei der Vergabe von Krediten an die Kammerkasse oder die herzogliche Familie, an Hofchargen und Regierungsbeamte.
Großkredite von einigen hunderttausend Talern vermittelte Leffmann Behrens bei der Finanzierung der Kurfürstenwürde für Ernst August 1692 und der  polnischen Krone für August den Starken 1697 (die wiederum mit dem Erwerb des Herzogtums Lauenburg durch Hannover verbunden war). Nützlich waren dabei seine auswärtigen Geschäftsbeziehungen nach Hamburg (Manoel Texeira, zu den Mussaphias), Frankfurt am Main, Wien (Oppenheimer, Wertheimer), Lippe-Detmold, Schaumburg-Lippe, Braunschweig-Lüneburg, dem Bistum Münster, Mecklenburg-Strelitz, nach Eichstätt, Sachsen-Gotha und Goslar.
Leffmann Behrens blieb dabei ein frommer Jude, ohne jeglichen Wunsch, sich in seiner christlichen Umwelt zu assimilieren. Der gesellschaftliche Aufstieg wäre ihm in dieser Zeit ohnehin verwehrt geblieben. Er trat aktiv für seine verfolgten Glaubensgenossen ein, etwa im Falle seines Einsatzes für die Sicherung des Jüdischen Friedhofs an der Oberstraße (1671/73), als Initiator des Landrabbinats (1687) und als Stifter der ersten Synagoge in der Bergstraße (1704), finanziert von seinem Sohn Herz Behrens (1657–1709).
Er intervenierte bei seinem Landesherrn auch gegen judenfeindliche Schriften (die von Gulich, 1690, und Eisenmenger, 1700) und war Mitinitiator des berühmten Religionsgesprächs (s. Literatur) mit einem getauften Juden in Hannover im Jahre 1704. Teilnehmer dieses großen Disputs waren der Stadthagener Rabbiner Joseph Samson, der Kurfürst Georg Ludwig, Herzog Georg Wilhelm aus Celle, die Kurfürstin Sophie, deren jüngster Sohn Ernst August d. J., der Loccumer Abt Gerhard Wolter Molanus, Leffmann Behrens selbst, als Zuhörer zahlreiche Hofbeamte und Gelehrte. Er dauerte dreieinhalb Stunden und fand in den Gemächern der Kurfürstenmutter Sophie im Palais in der Leinstraße statt.
Schon seit dem Tode von Leffmann Behrens’ Sohn Herz 1709 war die Firma in finanzielle Schwierigkeiten geraten. Auch machte ihr die Konkurrenz des Hofjuden Michael David († 1758), einem ehemaligen Angestellten, zu schaffen, der 1714, nach Behrens’ Tod, zum Hof- und Kammeragenten ernannt wurde. Am 30. Januar starb Leffmann Behrens, im Juni die Kurfürstin Sophie, und im August bestieg ihr Sohn Georg Ludwig als König Georg I. den britischen Thron. Die Weiterführung der Firma Behrens durch Leffmanns Enkel Gumpert und Isaac Behrens († 1765) gelang nur bis zum Jahr 1721, in dem die Firma bankrottging. Der Konkursverlust betrug 400.000 Taler. Gumpert und Isaac mussten für fünf Jahre ins Gefängnis, danach wurden sie aus dem Kurfürstentum ausgewiesen.
Leffmann Behrens’ Wohnhaus, in dem er mehreren Gelehrten freie Unterkunft bot, befand sich in der Langen Straße 8 in der Calenberger Neustadt. Es war ein Fachwerkhaus aus dem Jahre 1674, trug die hebräischen Inschriften „Viel Gutes“ und „Durch diese Tür trete kein Ungemach!“ und wurde erst im Jahre 1943 durch Bomben zerstört.
Henning Rischbieter weist im Hannoverschen Lesebuch zu Recht darauf hin, dass Leffmann Behrens im Gegensatz zu seinem zeitweiligen Konkurrenten und Geschäftspartner, dem hannoverschen Frühkapitalisten Johann Duve (1611–1697), dem in Hannover bis ins 20. Jahrhundert hinein die falsche Legende eines wohltätigen Unternehmers gestrickt wurde, völlig unterbewertet wird. Behrens, als Hoffaktor gewissermaßen Duves jüdisches Pendant, ist dagegen sehr wohl als Wohltäter anzusehen, vor allem seiner diskriminierten jüdischen Glaubensgenossen.

## Grabmal
Anstelle eines eigenständigen Denkmals erinnert immerhin das Grabmal von Elieser Behrens an den Hof- und Kammeragenten auf dem Alten Jüdischen Friedhof an der Oberstraße. Das einzige Porträt Leffmann Behrens’ von Andreas Scheits findet sich farbig reproduziert in Louis and Henry Fraenkels Genealogical tables of Jewish families.

## Familie
Leffmann war verheiratet mit
- 1. NN, in Bochum[9]
- 2. nach 1661[10] Jente Goldschmidt-Hameln (* Hannover 1623, † Hannover 25. Juli 1695), Tochter des Joseph (Jobst) Goldschmidt-Hameln, Witwe des Salman/Salomon Gans († 1654)
- 3. 1707 Elkele Jakob († 2. November 1710) (seine Cousine)
- 4. 1711 Feile Dillmann († 17. März 1727), T. d. Jehuda Selke Dillmann

Kinder
- Naphtali b. Elieser Lipmann Hakohen alias Herz Behrens (* Bochum 1657, † Hannover 23. Februar 1709) war Vorsteher der jüdischen Gemeinde in Hannover-Neustadt,[11] ⚭ Serchen Wertheimer († 9. März 1739), Tochter des Samson Wertheimer
- Genendel (* Hannover 1658,  † Hannover 13. Juni 1712) ⚭ David  Oppenheim (* Worms 1664, † Prag 12. September 1736), Oberrabbiner in Prag und Weinhändler
- Moses Jakob (* Hannover 1662, † Leipzig 19. Januar 1697) Talmudgelehrter ⚭ Siese Cleve-Gomperz (* 1658, † 17. Dezember 1725), Tochter des Elias Joseph Gomperz und der Sara Miriam Jacob

Enkel:
- Isaak (Itzig) Behrens (* 1683,  11. September 1765) ⚭ Lea Lehmann, Tochter des Issachar Behrend Lehmann, Oberhoffaktor. Er war Sohn von Moses Jacob, also Enkel von Leffmann Behrens
- Gumpert Behrens († 1726),  ⚭ 1703 mit Sprinze Kann, Oberhoffaktor in Hannover. Er war Sohn von Moses Jakob, also Enkel von Leffmann Behrens